# Árpádovci
Árpádovci, dinastija, ki je na prehodu v 10. stoletje ustanovila ogrsko državo in ji je vladala še vse 13. stoletje.
Ogrska plemena so se pod árpádskimi vladarji preselila v novo domovino zahodno od Karpatov, se ustalila, sprejela krščanstvo in se začela zelo počasi preobražati v fevdalno družbo. Géza, pravnuk začetnika dinastije Árpáda, se je opredelil za krščanstvo. Njegovega sina Štefana I. sta papež in cesar Svetega rimskega cesarstva povišala v kralja; Štefan je vzpostavil dobre odnose tudi z bizantinskim cesarjem. Toda njegovemu vladanju so sledila štiri nemirna desetletja, ko so člani rodbine eden drugemu pulili oblast iz rok. Državo sta ponovno umirila in jo gospodarsko in upravno utrdila preudarna vladarja Ladislav I. in Koloman. Potem ko je ponovno preživela nekaj dinastičnih sporov, je vladavina Árpádovcev  dosegla višek moči in mednarodnega vpliva v času  Béle III., katerega prirojene voditeljske sposobnosti je nadgradila vzgoja na bizantinskem dvoru. V njegovem času je imela država velike prihodke od kronskih posesti in rudnikov srebra in zlata. A že v naslednji generaciji je začela kraljeva moč slabeti; Belov mlajši sin Andrej II. je v borbi za oblast s svojim starejšim bratom Emerikom kupoval naklonjenost vplivnih baronov. Ko je sam postal kralj, jim je nepremišljeno delil kronska ozemlja v dedno last; leta 1222 je bil prisiljen z zlato bulo priznati privilegije tudi nižjemu plemstvu. Po  invaziji Mongolov, ki so leta 1241 preplavili in opustošili na boj nepripravljeno Ogrsko, je moral Béla IV. nadaljevati s politiko razdeljevanja kronskih posesti, ker je lahko le v sodelovanju z baroni zvečal vojaško moč in obrambno sposobnost države. Toda moč oblasti je s tem vse bolj prehajala od kralja k bogatim baronom-magnatom, ki so samostojno vladali na svojih območjih in si jemali vse več pravic. Država je vse bolj drsela v anarhijo, ki ji zadnji Árpádovci niso bili kos; že preden je dinastija dokončno izumrla, so nekateri magnati na ogrski prestol vabili tuje vladarje. Árpádovce so nasledili neapeljski Anžujci.

## Ustanovitev dinastije
Dinastija je dobila ime po vrhovnem vojaškem poveljniku (gyula), ki je leta 895 pripeljal sedem madžarskih plemen iz step severno od Črnega morja preko Karpatov na področje Transilvanije in doline reke Mureš.  Po izročilu si je vsak od sedmih plemenskih poglavarjev postavil preprost grad in se zato ta dežela danes imenuje tudi Sedmograška. Árpádov oče Álmoš je verjetno umrl že pred selitvijo.
Madžari ali Ogri

so prvič resneje prečkali Donavo leta 899, ko jih je vladar Karantanskega kraljestva Arnulf Koroški, tedaj že cesar Svetega rimskega cesarstva, najel za boj proti tekmecu, langobardskemu kralju Berengarju, ki je tudi uveljavljal pravico do cesarske krone. Pri reki Brenti so spektakularno premagali Berengarjevo vojsko. Poleg plena so si nabrali novih izkušenj v političnih odnosih ter odkrili najkrajše poti proti ozemljem, ki so bila naslednjega pol stoletja tarča njihovih roparskih pohodov. Ob vračanju domov so izkoristili zmedo, ki jo je proti koncu leta 899 v vzhodnofrankovskem kraljestvu povzročila Arnulfova smrt in si v letu 900 z lahkoto podjarmili Panonijo (Transdanubijo vključno z vzhodnim robom današnje Avstrije). Do leta 906 so zavzeli Velikomoravsko in naslednje leto pri Bratislavi premagali bavarsko vojsko pod vodstvom Luitpolda Bavarskega.
Zmaga nad Bavarci je Madžarom odprla pot v Evropo. V plenilskih pohodih so prišli celo do Burgundije, Kastilije in Apulije. Največ pa so plenili po Nemčiji, severni Italiji in Bizantinskem cesarstvu. Po deželah so redno pustošili, dokler si niso njihovi vladarji odkupili miru z dogovorom o letni odkupnini; te so bile nato glavni vir njihovega dohodka.
Takšna politika je naletela na prve težave, ko je nemški prestol zasedel saški knez Henrik I. Ptičar. Leta 924 je od Madžarov kupil devet let miru in v tem času okrepil in preuredil nemško konjenico. Leta 933 je odklonil ponovno plačilo in v bitki pri Merseburgu Madžarom zadal prvi resen poraz. Takšnih porazov je bilo potem še več, usodnega pa jim je zadala vojska cesarja Otona I. leta 955 v bitki pri Augsburgu, s katero je bilo konec madžarskih pohodov proti zahodu. Bizantinske odkupnine so usahnile leta 970, ko je Bizanc pri Arkadiopoli blizu Konstantinopla premagal združeno vojsko Madžarov in kijevskega kneza Svjatoslava.
Porazi so Madžare prisilili, da so se postopoma odrekli nomadskemu načinu življenja in so se ustalili.
Leta 971 si je Bizanc priključil Bolgarijo in tudi meje nemškega cesarstva so se vztrajno približevale bavarsko-madžarski mejni krajini. Leta 972 sta nemški in bizantinski cesar sklenila zavezništvo in ga zapečatila z dinastično poroko med Otonovim  sinom Otonom II. in bizantinsko princeso Teofano. Árpádov vnuk Géza (vladal 972–97), ki je zavladal Ogrski, je spoznal, da je v  tem kritičnem položaju pokristjanjenje edino jamstvo za trajen mir. Zaradi desetletja trajajočih napetosti med Ogrsko in Bizancem se je raje odločil za sodelovanje s Svetim rimskim cesarstvom.  Cesar Oton I. mu je nemudoma poslal na Ogrsko benediktinskega meniha Bruna iz Sankt Gallna, ki je postal prvi madžarski škof. Géza se je dal skupaj s tisoči veljaki krstiti.
Čeprav krščen, je Géza ostal grob polbarbar, ki si je zagotavljal oblast nad nepokornimi poglavarji tako s politično pronicljivostjo kot z grobo silo. Temelj njegove moči je bilo uspešno pobiranje davkov; omogočilo mu je vzdrževanje elitne težke konjenice, sestavljene pretežno iz najemnikov (Varjagov, Hrvatov, Bolgarov). Ob koncu njegovega vladanja je bil samostojen na svojem ozemlju le še Gyula , vladar Transilvanije.

## Ustanovitev kraljestva
Gézov sin Štefan I. (997–1038) je bil vzgojen v krščanskem duhu. Po očetovi smrti je v prestolnici Esztergom sklical madžarske velikaše. Udeleženci shoda so ga izbrali za velikega kneza. Z imenovanjem pa se niso strinjali nasprotniki krščanstva, ki so želeli za kneza najstarejšega moškega v rodbini,  Koppányja. Spor je razrešil spopad njunih vojska, v katerem je Koppány padel (898). Štefan je bil kronan v Székesfehérváru za božič leta 1000 (ali na novo leto teden dni kasneje). Kraljevske insignije je morda dobil celo od papeža Silvestra II., vsekakor pa sta se oba, papež in cesar Oton III., z njegovim novim položajem strinjala.
Štefan  je izpeljal pokristjanjevanje ljudstva. S papeževo pomočjo je ustanovil ogrsko cerkveno hierarhijo pod vodstvom primasa, ki je bila neposredno podrejena svetemu sedežu. Ustanovil je nadškofiji v Esztergomu in Kalosci in osem škofij, številne kapitlje in samostane; dolgo časa je imela največji ugled kapiteljska cerkev v Székesfehérváru, ki je hranila sveto krono, simbol ogrske državnosti. Štefan je za vzdrževanje Cerkve ukazal pobiranje desetine, toda glavni temelj cerkvene moči so bila velikanska zemljiška posestva, ki so jih Štefan in njegovi nasledniki darovali škofijam, kapitljem in samostanom. 
Štefan je na novo organiziral tudi upravljanje kraljestva. Na kronskih ozemljih, ki so bila tedaj še v večini, je dal zgraditi številne gradove, okrog katerih so zrasla naselja, ki so postala središča nove upravne strukture. Načelovali so jim ispani, ki so v imenu kralja upravljali okoliške posesti, pobirali davke in vzdrževali vojaške posadke, ki so bile na razpolago kralju, kadar jih je potreboval. Kralju je pomagal upravljati državo kraljevi svet, sestavljen v glavnem iz škofov in ispanov. Pomembna je bila vloga palatina, ki je bil kraljevi namestnik in glavni sodnik na kraljevem dvoru. Štefan je ob začetku vladanja izdal dva zakonika, ki sta urejala cerkvene in lastninske odnose.
Štefanovo dolgo vladanje je potekalo v harmoniji s cerkvijo in v zavezništvu z bizantinskim cesarjem Vasilijem II. in cesarjem Svetega rimskega cesarstva Henrikom II., s katerega sestro, Giselo Bavarsko, je bil poročen.

## Boji za oblast med sorodniki
Štefanov edini odrasli sin Emerik je leta 1031 nesrečno umrl na lovu. Štefan tako ni mogel nadaljevati s pravkar uveljavljenim načelom prvorojenstva. Dedič po načelu starešinstva, najstarejši član rodbine bratranec Vazul, se mu za kralja ni zdel primeren, ker je nasprotoval krščanstvu. Zato je za svojega dediča izbral Petra, sina sestre Marije in beneškega doža Otona Orseole. Vazul je leta 1037 proti Štefanu skoval zaroto, ki jo je Štefan pravočasno odkril in dal Vazula oslepiti in oglušiti. Vazulovi sinovi so se zatekli na Poljsko, kjer jih je sprejel kralj Mieszko II.
Peter (1038–41, 1044–46) se kot kralj ni izkazal; zapletal se je v nekoristne avanture na Poljskem, se obdajal s tujci in prišel v spor s Cerkvijo. Uporni plemiči so ga leta 1041 izgnali in postavili za kralja Štefanovega svaka, Sámuela Abo (1041–44). Ta je naletel na težke notranje razmere, poleg tega pa mu je grozil nemški kralj Henrik III., h kateremu se je zatekel Peter. Leta 1044 je nemška vojska premagala vojsko Sámuela Abe, ki je bil na begu ubit. Henrik III. je ponovno ustoličil Petra, ki mu je prisegel vazalsko zvestobo. Leta 1046 se je pod vodstvom župana Vata del plemstva Petru ponovno uprl. Med številnimi kristjani je bil ubit tudi škof Gellért, ki velja za prvega pisca cerkvenih tekstov na Madžarskem. Uporniki so postavili na prestol Vazulovega sina Andreja, od katerega so zahtevali obnovitev poganstva. Petra so oslepili ali ga morda celo usmrtili.
Andrej I. (1047–60), ki je na Poljskem spoznal pomen krščanstva za stabilnost monarhije, je s pomočjo duhovščine in dela plemstva obračunal s tistimi, ki so ga poklicali na prestol, in nadaljeval z uvajanjem krščanstva. V letih 1051 in 1052 je odbil dva napada vojske Henrika III., tedaj že cesarja, ki je še vedno skušal uveljaviti svojo nadvlado.
Andrej je bil sprva pripravljen določiti za svojega naslednika brata Bélo; zanj je celo ustvaril naziv vojvoda ter mu prepustil severni iz vzhodni del Ogrske (tretjino kraljestva). Potem pa se mu je, razmeroma pozno, rodil sin Solomon. Da bi mu zagotovil vladarski položaj, ga je takoj poročil s hčerko Henrika III., Judito. Tedaj je Béli v slavnem prizoru, ki ga omenjajo vse kronike, ponudil, naj izbira med krono in mečem, simboloma kraljevega in vojvodskega položaja; posvarjeni Béla je modro izbral meč, nato pa kmalu pobegnil na Poljsko. Vrnil se je z vojsko poljskega kralja Boleslava II. V odločilni bitki je bil Andrej smrtno ranjen.
Med vladanjem Béle I. (1060–63) so se še nekrščeni Madžari ponovno uprli. Kralj je upor zadušil. Ogrožal pa ga nemški kralj Henrik IV., ki se je pripravljal, da na ogrskem prestolu ustoliči Andrejevega sina Solomona, ki se je bil z materjo zatekel na njegov dvor. A še preden je prišlo do spopada, se je Béla smrtno ponesrečil.
Z nastopom Solomona (1063–74) so se v izgnanstvo umaknili Bélovi sinovi, vendar so se s Solomonom  kmalu pobotali in najstarejši Géza je celo dobil nazaj očetove posesti in sodeloval s kraljem pri pohodih na Pečenege in na Bizanc. Toda bratranca sta se ponovno sprla in zmagal je starejši in bolj izkušeni Géza. Komaj dvaindvajsetletni Solomon je že drugič zbežal k Henriku IV. in odnesel s seboj kraljevo zakladnico in madžarsko krono; v zameno za pomoč mu je prisegel vazalsko zvestobo. A Géza je odbil nemški napad.
Géza I. Ogrski (1074–77) je sicer imel oblast, želel pa si je tudi kraljevo krono. V času investiturnega boja jo je upravičeno pričakoval od papeža Gregorja VII., vendar je ta v zameno zahteval priznanje vazalstva. Géza je to odklonil in sprejel krono raje od bizantinskega cesarja Michaela VII.
Ob Gézovi smrti sta bila njegova sinova Koloman in Álmoš še otroka, zato je prestol brez nemirov zasedel Gézov brat Ladislav I. Za nekaj časa se je končalo obdobje sporov za krono.

## Obdobje dveh trdnih vladarjev
Ladislav I. (1077–95), postaven, hraber in politično nadarjen, je podobno kot Štefan I. združeval lastnosti viteza, svetnika in državnika. Za utrditev kraljevine je bilo zelo pomembno, da je kot Vazulov vnuk leta 1083, poleg kanonizacije škofa Gellérta, dosegel tudi kanonizacijo kralja Štefana I. in princa Emerika (kasneje, 1192, so razglasili za svetnika tudi Ladislava I.). 
Ladislav je sprva dovolil Solomonu, da se je vrnil v domovino, a ga je kasneje, ko je koval zaroto proti kralju, dal zapreti v višegrajski stolp, od koder je ušel na Hrvaško in do konca življenja (1087) predstavljal grožnjo za stabilnost kraljevine.
Ladislavovo vladanje je bilo za Ogrsko mirno obdobje (tudi zato, ker so se sosedje ukvarjali s svojimi problemi). Kralj se je lahko lotil urejanja notranjega delovanja države. Izdal je tri knjige zakonikov (njegov naslednik Koloman četrto), s katerimi je želel uveljaviti predvsem pojem zasebne lastnine; za njeno kršenje je vpeljal stroge kazni. Poskrbel je za učinkovito pobiranje prihodkov državne zakladnice. Sinoda madžarskih prelatov je ob dveh priložnostih (v času vladanja Ladislava in Kolomana) izdala cerkveni red.
Leta 1090 je skupina hrvaških plemičev Ladislavu ponudila izpraznjeni hrvaški prestol, ki ga je leta 1091 brez večjega odpora zasedel in za upravitelja Hrvaške (oz. stare Slavonije) postavil svojega nečaka Álmoša. S tem se je začela zgodovinska povezava Hrvaške z ogrsko kraljevino, ki je trajala vse do konca prve svetovne vojne. Ladislav pa tedaj ni uspel zavzeti Dalmacije, ker se je moral zaradi napada nomadskih Kumanov predčasno vrniti na ogrsko vzhodno mejo.
Ladislava I., ki ni imel sinov, je nasledil Gézov sin Koloman (1095–1116). Tudi on je bil preudaren vladar. Neuspešno se je vmešal v rodbinski spor kijevskih knezov v Galiciji in leta 1099 so njegovo vojsko porazili kumanski zavezniki Kijevčanov. Mnogo spretneje se je približal Hrvatom, ki so ga leta 1102 v Biogradu okronali za  kralja Dalmacije in Hrvaške. Leta 1103 se mu je predal Split in dve leti kasneje Zadar. Vsa ta mesta so dobila od Árpádovcev mestne privilegije. A Benečani se niso pustili izriniti iz obalnega pasu in so že leta 1115 ponovno osvojili Zadar.
Koloman je z gospodarsko politiko in zakonodajo nadaljeval Ladislavovo politiko utrjevanja in centralizacije kraljevine. Sam zelo izobražen (nadeli so mu vzdevek "ljubitelj knjig"), je skrbel tudi za širjenje kulture zapisovanja v kraljevi upravi, pisanja kronik in za vzpon romanske umetnosti po evropskem vzoru. Na njegovo vladanje pa je padla senca spora z bratom Álmošem. Čeprav je bratu v znak naklonjenosti podelil donosno vojvodsko provinco-apanažo, je ta od leta 1098 proti kralju neprestano koval zarote in pri tem prosil za pomoč zdaj nemškega cesarja, zdaj kijevske in poljske sorodnike svoje soproge. Po šesti zaroti je Koloman, po nasvetu kraljevega sveta, kaznoval Álmoša in njegovega sina Bélo z oslepitvijo. To je bila slaba popotnica za odnose v rodbini. Pa tudi Boris Kolomanovič, sin Kolomanove druge žene Evfemije (hčerke kijevskega velikega kneza Vladimirja Monomaha), ki ga Koloman ni priznal in je ženo kot prešuštnico napodil nazaj na njen dom, je po Kolomanovi smrti sprožal vedno nove dinastične spore.
Trije močni vladarji, Štefan I., Ladislav I. in Koloman so prisilili prvotno polnomadsko ogrsko družbo, da je začela spoštovati lastniške odnose in krščanske vrednote in se začela približevati evropski fevdalni ureditvi. Vendar ogrska družba teh vrednot še ni povsem sprejela. Še vedno je prevladovala absolutna premoč vladarja; deželana elita je bila omejena na cerkvene in posvetne funkcionarje (prelate, dvorne uradnike, upravitelje provinc - vojvode v Transilvaniji ali bane v južnih provincah ter ispáne v komitatih). Edini, ki so imeli kot člani kraljevega sveta besedo v oblikovanju politike, so se po zahodnem vzoru vse pogosteje omenjali kot "baroni", čeprav ne njihova funkcija ne naslov nista bila dedna in včasih celo niti ne dosmrtna. V času opravljanja svoje funkcije so dobivali del prihodka od ozemelj, ki so jih upravljali, in imeli so pravico, da pod svojim praporom vodijo svoje vojake v boj. 

## Ponovni boji za oblast
Kolomanov sin, nemirni Štefan II. (1116–31), se je zapletel v vojno skoraj vsako leto svojega kraljevanja. V bojih z Benetkami je izgubil Dalmacijo, jo znova osvojil in spet izgubil. Zaradi neuspešnih vojn s sosedami, Češko, Rusijo in Bizancem (kamor se je zatekel slepi Álamoš), ga je skupina nasprotnikov poskušala odstraniti, vendar je preživel.
Štefan II. ni imel moškega potomca in nasledil ga je oslepljeni sin princa Álmoša, Béla II. (1131–41). Dejansko je v njegovem imenu vladala njegova srbska žena Helena (Jelena Raška) ob pomoči svojega brata Beloša, ki je bil ogrski palatin. Kruto je obračunala z vsemi, ki jih je imela za odgovorne za moževo in tastovo trpljenje. Temeljita čistka je okrepila kraljevo oblast. Ogrska vojska je leta 1132 odbila poskus Borisa Kolomanoviča, da bi se s pomočjo poljskega kralja Boleslava III. dokopal do ogrskega prestola. V Bélovem času je Hrvaška začasno ponovno osvojila Dalmacijo
Boris je skušal uveljavljati svoje zahteve tudi v času vladanja Bélovega sina Géze II. (1141–62), najprej z nemško in potem z bizantinsko pomočjo, dokler ni ob bizantinskem napadu na Ogrsko leta 1153/54 v boju umrl. Géza se je tudi še potem bojeval z Bizancem in Kijevsko Rusijo, toda te vojne mu niso prinesle nobenih koristi, ogrozile pa so v očetovem času težko pridobljeno notranjo enotnost.
Vladavina Gézovega sina Štefana III. (1162-72) je minila v znamenju bojev za nasledstvo med njim in stricema, ki sta se tudi dala okronati kot Ladislav II. (1162–63) in Štefan IV. (1163–65). Bizantinski cesar Manuel I. Komnen je strica sprva podpiral, nazadnje pa priznal kraljevi naslov Štefanu III., ki je cesarju moral v zameno poslati v Konstantinopel za talca sovjega mlajšega brata Bélo, vojvodo Dalmacije in Hrvaške. Ker pa Štefan III. cesarju ni hotel, tako kot je ta zahteval, predati tudi bratove vojvodine-apanaže, je prišlo do bojevanja med hrvaško-ogrsko in bizantinsko vojsko. Šele po odločilnem porazu Štefana III. pri Zemunu (1167) se je moral Štefan odpovedati Sremu, Bosni in Dalmaciji do reke Krke; dalmatinska mesta in otoke pa so še vedno držali Benečani.
Manuel I Komen, ki tedaj še ni imel sina, je Béli zagotovil skrbno vzgojo, saj je sprva gledal nanj kot na moža svoje hčerke Marije, ki naj bi nekega dne morebiti združil Bizanc in Ogrsko pod eno krono. Ker pa se je leta 1169 cesarju rodil sin, se to ni zgodilo. Ko se je na Ogrskem leta 1172 izpraznil prestol, je cesar Béli zagotovil položaj ogrskega kralja. A Madžari v Bizancu vzgojenemu vladarju niso prav zaupali; esztergomski nadškof Lukas ga ni hotel kronati; po posredovanju papeža Aleksandra III. ga je okronal škof iz Kalocse.

## Višek vladavine Árpádovcev
Béla III. (1172–96) je bil dobro podkovan za vladarske naloge in njegovo vladanje predstavlja obdobje največje moči Ogrskega kraljestva pod dinastijo Árpádovcev. K temu so pripomogli tudi veliki kraljevi prihodki, med drugimi od rudnikov srebra in zlata, ki so se še povečali z ustanovitvijo kraljevih pisarn in zboljšanjem vodenja države. 
Čeprav je moral Béla Manuelu obljubiti, da bo zastopal bizantinske interese, je ponovno zavzel sovjo dediščino (Hrvaško in Dalmacijo) pa tudi Srem in Bosno ter sprejel v svoje okrilje Split, Trogir in Zadar. Leta 1184 je zasedel Beograd in dolino Morave in se nato pomiril z Bizantinci. Njegova hči Marija se je poročila z bizantinskim cesarjem Izakom II. Angelom, ki se je za vselej odpovedal pravicam do Dalmacije; to je bil konec bizantinskih vplivov na hrvaško-dalmatinsko kraljestvo; bizantinski vladar je dobil ob poroki za doto dolino Morave.
Bela III. je ustvaril dinastične zveze z Bizancem, Francijo, Nemčijo, Aragonom. Njegov dvor je bil eden najimenitnejših v Evropi. Dokaz ugleda je tudi Bélovo posredovanje med nemškim cesarjem Friderikom Barbarosso in bizantinskim cesarjem, ko je leta 1190 prišlo med njima do spora v zvezi s križarskim pohodom.

## Razdajanje kronskih posesti in slabitev kraljeve moči
Béla III. je dal sina Emerika (1196–1204) prvič kronati za ogrskega kralja, ko je bil ta star 8 let, in leta 1194 ponovno; ob tej priložnosti ga je imenoval tudi za vojvodo Hrvaške in Dalmacije in s tem zaobšel tradicijo, po kateri so ogrski kralji imenovali na to mesto svojega drugega sina. Béla je drugemu sinu Andreju zapustil veliko vsoto denarja, s katero naj bi izpolnil očetovo križarsko zaobljubo in organiziral križarski pohod. Toda Andrej je denar porabil za kupovanje pristašev v zarotah proti bratu. Po zmagi Andrejeve vojske v bitki na Mecseku (1197), mu je Emerik prepustil oblast na Hrvaškem in v Dalmaciji. Kljub temu se je Andrejevo rovarjenje nadaljevalo ves čas Emerikovega vladanja. Za podporo v medsebojnih obračunih sta brata podeljevala baronom v dedno last vse več kraljevih posesti. Leta 1204 je Emerik, že bolan, okronal za ogrskega kralja svojega štiriletnega sina Ladislava III. (1204–05), se pobotal z Andrejem in ga imenoval za regenta.
Toda Andrej si je prilastil denar, ki ga je Emerik za Ladislava deponiral v samostanu Pilis. Kraljica mati, Konstanca Aragonska, je z Ladislavom, da bi ga zaščitila, pobegnila na Dunaj k Leoopoldu VI. Babenberškemu, bratrancu Emerika in Andreja. A Ladislav je naslednje leto nenadoma umrl in Andrej je legalno zasedel ogrski prestol.
Andrej II. (1205–35) je kot kralj še naprej nagrajeval svoje pristaše, jim delil visoke službe in dedne posesti (na Hrvaškem so tedaj zelo obogateli Frankopani in Šubići). Darov so bili bogato deležni sorodniki Andrejeve prve žene Gertrude Andeš-Meranske

, kar je nekatere domače barone tako ujezilo, da so leta 1213, ob kraljevi odsotnosti, Gertrudo ubili. 
Izpad dohodkov od kraljevih posesti je skušal Andrej nadoknaditi z uvajanjem izrednih davkov in z namernim zniževanjem vrednosti denarja; upravljanje kraljevih prihodkov je prepustil muslimanskim in judovskim zakupnikom in s tem izredno razdražil Cerkev. Ugled kralja je tudi kvarilo neprestano brezkoristno bojevanje zunaj kraljestva, zlasti Andrejeva prizadevanja za nasledstvo v ukrajinski kneževini Halič. Andreju sovražni baroni so začeli proti njemu kovati zaroto, v katero so skušali vplesti tudi Andrejevega mladoletnega sina Bélo. 
Ko se je Andrej leta 1217 predčasno in brez vidnih rezultatov vrnil s križarskega pohoda, je našel državo skorajda v razsulu, polno nasprotujočih mu gibanj, od katerih je bilo najpomembnejše gibanje kraljevih servientes, ki ga je vodil Andrejev sin Béla. "Kraljevi služabniki" so bili zemljiški gospodje z ne prevelikimi posestmi (niso bili baroni), ki so svojo pokorščino dolgovali zgolj kralju kot vladarju. V razvoju dogodkov so se čutili ogrožene in so prisilili Andreja, da je leta 1222 izdal slovito zlato bulo; večina od njenih tridesetih členov omejuje nadaljnje razdeljevanje kraljeve zemlje, zlasti tujcem, omejuje pravice kralja in baronov in izenačuje pravice vseh plemičev, bogatih in revnih; v kasnejši ogrski zgodovini se je plemstvo največkrat sklicevalo na člen, ki plemičem daje pravico, da se uprejo, kadar menijo, da kralj krši njihove privilegije. Zlata bula je prvi korak v procesu razvoja madžarskega parlamentarizma.
V Andrejevem času se je  družbeno politična ureditev, ki jo je vzpostavil Štefan I., močno spremenila. Ekonomska osnova kraljeve oblasti, kronske posesti, so v veliki meri prešle v roke na novo nastalega sloja magnatskih baronov. Kralj je poskušal dohodke države vse boj vezati na porajajoče se tržne odnose.
Andrejev naslednik, sin Béla IV. (1235–70), ki je očetu nasprotoval že v času njegovega vladanja, se je nestrpno lotil vračanja lastniških odnosov v staro stanje. Zelo hitro si je nabral vse polno sovražnikov in to ob najbolj nepravem času, na predvečer mongolskega vdora na Ogrsko.
Mongoli so leta 1240 pod vodstvom kana Batuja osvojili Kijev in prisilili stepske Kumane, da so se zatekli na Ogrsko. Aprila 1241 so pri Mohiju v severovzhodni Ogrski katastrofalno porazili od medsebojnih sporov paralizirano Bélovo vojsko. Mongolom so nekaj odpora nudile le enote težke konjenice v lasti bogatih baronov in redki zidani gradovi. Béla se je zatekel v Dalmacijo. Avstrijski vojvoda Friderik Bojeviti, na katerega se je Béla obrnil po pomoč, je zasedel tri zahodne ogrske župnije. Ostalo kraljestvo so preplavili Mongoli. Ti so pred vrati Trogira izvedeli, da je v Mongoliji umrl njihov veliki kan, se obrnili in vrnili domov. Za seboj so pustili popolnoma opustošeno Ogrsko.

Béla je bil politično dovolj moder, da je iz mongolske lekcije znal potegniti nauk, pa tudi baroni so popustili v svojih stališčih. Kralj je sprevidel, da lahko le dobro oborožena konjenica zagotavlja obrambo države. Vrnil se je k politiki dodeljevanja posesti. Razširil je krog vitezov, ki so bili sposobni vzdrževati dobro oboroženo vojsko. Ob takšni politiki so bili pripravljeni s kraljem sodelovati tudi veliki baronski klani (Csaki, Abe, Koszegiji in drugi; pozneje so zasloveli po svoji samovoljnosti) in kot partnerji graditi deželni obrambni sistem kamnitih gradov. Ob koncu stoletja je bilo takih že več sto; ogrska pokrajina je dobila svoj značilni videz, z gradovi na vrhovih gričev, naselji ob vznožjih ter pristavami in vasmi v okolici.
Redno viteško vojsko je Béla dopolnil z učinkovito lahko nomadsko konjenico. V ta namen je na Ogrsko povabil Kumane in prijateljstvo z njimi zapečatil s poroko svojega sina Štefana s kumansko knežno Elizabeto. V opustelo deželo je vabil nemške goste (hospes), ki so se naseljevali na kraljevih območjih na severu in tam dobili privilegije. Še večji je bil priliv Slovanov in Vlahov. Béla je premišljeno začel uvajati politiko razvoja mest, ki so dobila samoupravo in privilegije.
Na ta način je Béla ponovno vzpostavil močno državo. Ob izumrtju dinastije Babenberžanov (1246) v sosednji vojvodini Avstriji je v štiriletni vojni s češkim kraljem Otokarjem gojil upanje, da se bo lahko polastil dela avstrijskega ozemlja. Bélov sin Štefan je že bil imenovan za upravitelja Južne Štajerske (1254), ko so se mu leta 1260 domači plemiči uprli; Bélov načrt v Avstriji je s tem propadel. 
Oče je potem Štefanu dodelil ozemlje nekdanje vojvodine Transilvanije in naziv "mlajši kralj". Dva vladarja pa sta pomenila dva koncepta vladanja in veliko možnosti za intrigantske barone, da so izigravali enega proti drugemu. Štefan se je zapletel v vojno na Balkanu in sklenil zavezništvo z novim neapeljskim kraljem Karlom I. Anžujskim, ter ga utrdil z dvojno poroko: svojega sina Ladislava je poročil s Karlovo hčerko Elizabeto, svojo hčer Marijo pa z dedičem neapeljskega prestola, Karlom II.
Madžarsko srednje in nižje plemstvo je leta 1267 na skupščini v Esztergomu doseglo izdajo listine, ki je učvrstila njihove lastniške pravice, okrepila plemiško samoupravo in predstavlja nov korak v razvoju plemiškega parlamentarizma.

## Zaton dinastije
Kratko obdobje samostojnega vladanja Štefana V. (1270–72) so zaznamovali prepiri z baroni. Ena od baronskih frakcij je povabila na ogrski prestol češkega kralja Otokarja in si vzela za talca Štefanovega mladoletnega sina. Štefanova prezgodnja smrt in kronanje njegovega desetletnega sina Ladislava IV. (1272–90) sta napovedovala nadaljevanje neurejenih razmer; v naslednjih letih je divjala državljanska vojna med klanoma Csak in Koszegi.
Leta 1277 se je na pobudo škofov sestal zbor cerkvenih prelatov, nekaj baronov, plemičev in Kumanov. Zbor je zadolžil Ladislava IV., ki je med tem postal polnoleten, naj z vsemi močmi ukrepa proti kršiteljem miru. Ladislav je premagal klan Geregye in se proti Otokarju, ki je podpiral Koszege, povezal z novim nemškim kraljem Rudolfom I. Habsburškim. S porazom in smrtjo Otokarja v bitki na Moravskem polju (1278) je napetost tudi na Ogrskem nekoliko popustila.
Potem pa se je v dogajanja na Ogrskem vpletla papeška kurija, ki ji ni šlo v račun, da Ladislav, po materi Kuman, opira svojo vojaško in politično moč na poganske Kumane. Kralja se je oprijel žaljiv vzdevek "Ladislav Kuman". Leta 1279 ga je papeški legat izobčil; leta 1290 je postal žrtev kumanskih morilcev.
Prestol je zasedel Andrej III. (1290–1301), domnevni vnuk Andreja II., ki se je že za časa Ladislavovega vladanja prizadeval zanj. Oligarhi, ki so si v dolgotrajni anarhiji priborili oblast in so znotraj svojih provinc vladali kot mali kralji, so pričakovali, da bo novi kralj potrdil njihove priborjene pozicije. Toda Cerkev in plemstvo sta od novega kralja izsilila dokument, imenovan "kronanjska diploma" (hitlevél), s katero se je vladar obvezal, da bo spoštoval zakone kraljestva in svoboščine plemstva. Plemiči so od Andreja zahtevali še obljubo, da bo porušil utrdbe, ki so bile med tem zgrajene brez dovoljenja, in s tem odpravil anarhijo, da bo znova vrnil posesti, odvzete z orožjem, in da bo vsako leto sklical njihov zbor, kar naj bi zagotavljalo stabilnost vladanja.
Andrejev status kralja ni bil splošno priznan. Kljub temu mu je z reformami, ki naj bi učvrstile vazalske odnose in sodelovanje stanov,  že uspelo doseči stabilnost in prisiliti nekatere barone v začasne kompromisne sporazume, ko so leta 1300 hrvaški baroni ob podpori papeža Bonifacija VIII. povabili na ogrski prestol neapeljskega pretendenta Karla Roberta Anžujskega, ki je v Dalmaciji čakal na ugodno priložnost. Januarja 1301 je Andrej III. umrl brez potomcev. Kmalu po tem je bil komaj dvanajstletni Karl Robert Anžujski prvič okronan za ogrskega kralja. A čakalo ga je še skoraj desetletje borb s še dvema pretendentoma, ki sta si prizadevala za prestol po ženski liniji (češki kralj Vaclav II. v imenu svojega sina Vaclava III. kot ogrskega kralja Ladislava V.; spodnjebavarski vojvoda Oton Bavarski kot ogrski kralj Bela V.), preden je dejansko dobil oblast v svoje roke.

## Sorodstvene povezave árpádovskih kraljev
V drevesu imajo ogrski kralji rumeno podlago; leta vladanja so navedena v oklepajih. Dediči po ženski liniji so podani s sivimi okvirji.
|                                                                           |                                                                           |                                                                           |                                                                           |                                                                           |                                                                           |  |  |                                                                 |                                                                 |                                                                 |                                                                 |                                                                 |                                                                 |  |  | Árpád ~*845 (895-†~907) vojskovodja (gyula)                                                                                   | Árpád ~*845 (895-†~907) vojskovodja (gyula)                                                                                   | Árpád ~*845 (895-†~907) vojskovodja (gyula)                                                                                   | Árpád ~*845 (895-†~907) vojskovodja (gyula)                                                                                   | Árpád ~*845 (895-†~907) vojskovodja (gyula)                                                                                   | Árpád ~*845 (895-†~907) vojskovodja (gyula)                                                                                   |  |  | ogrski kralj (leta vladanja)                                   | ogrski kralj (leta vladanja)                                   | ogrski kralj (leta vladanja)                                   | ogrski kralj (leta vladanja)                                   | ogrski kralj (leta vladanja)                                                   | ogrski kralj (leta vladanja)                                                   |                                                                                |                                                                                | dedovanje po ženski liniji                                                     | dedovanje po ženski liniji                                                     | dedovanje po ženski liniji                     | dedovanje po ženski liniji                     | dedovanje po ženski liniji                     | dedovanje po ženski liniji                     |  |  |  |  |  |  |  |  |  |  |  |  |  |  |  |  |  |  |  |  |  |  |  |  |  |  |  |  |
|                                                                           |                                                                           |                                                                           |                                                                           |                                                                           |                                                                           |  |  |                                                                 |                                                                 |                                                                 |                                                                 |                                                                 |                                                                 |  |  | Árpád ~*845 (895-†~907) vojskovodja (gyula)                                                                                   | Árpád ~*845 (895-†~907) vojskovodja (gyula)                                                                                   | Árpád ~*845 (895-†~907) vojskovodja (gyula)                                                                                   | Árpád ~*845 (895-†~907) vojskovodja (gyula)                                                                                   | Árpád ~*845 (895-†~907) vojskovodja (gyula)                                                                                   | Árpád ~*845 (895-†~907) vojskovodja (gyula)                                                                                   |  |  | ogrski kralj (leta vladanja)                                   | ogrski kralj (leta vladanja)                                   | ogrski kralj (leta vladanja)                                   | ogrski kralj (leta vladanja)                                   | ogrski kralj (leta vladanja)                                                   | ogrski kralj (leta vladanja)                                                   |                                                                                |                                                                                | dedovanje po ženski liniji                                                     | dedovanje po ženski liniji                                                     | dedovanje po ženski liniji                     | dedovanje po ženski liniji                     | dedovanje po ženski liniji                     | dedovanje po ženski liniji                     |  |  |  |  |  |  |  |  |  |  |  |  |  |  |  |  |  |  |  |  |  |  |  |  |  |  |  |  |
|                                                                           |                                                                           |                                                                           |                                                                           |                                                                           |                                                                           |  |  |                                                                 |                                                                 |                                                                 |                                                                 |                                                                 |                                                                 |  |  | | | | | | |  |  |                                                                |                                                                |                                                                |                                                                |                                                                                |                                                                                |                                                                                |                                                                                |                                                                                |                                                                                |                                                |                                                |                                                |                                                |  |  |  |  |  |  |  |  |  |  |  |  |  |  |  |  |  |  |  |  |  |  |  |  |  |  |  |  |
|                                                                           |                                                                           |                                                                           |                                                                           |                                                                           |                                                                           |  |  |                                                                 |                                                                 |                                                                 |                                                                 |                                                                 |                                                                 |  |  | Zoltán *~907-†~947/48) veliki knez                                                                                            | | | | | |  |  |                                                                |                                                                |                                                                |                                                                |                                                                                |                                                                                |                                                                                |                                                                                |                                                                                |                                                                                |                                                |                                                |                                                |                                                |  |  |  |  |  |  |  |  |  |  |  |  |  |  |  |  |  |  |  |  |  |  |  |  |  |  |  |  |
|                                                                           |                                                                           |                                                                           |                                                                           |                                                                           |                                                                           |  |  |                                                                 |                                                                 |                                                                 |                                                                 |                                                                 |                                                                 |  |  | | | | | | |  |  |                                                                |                                                                |                                                                |                                                                |                                                                                |                                                                                |                                                                                |                                                                                |                                                                                |                                                                                |                                                |                                                |                                                |                                                |  |  |  |  |  |  |  |  |  |  |  |  |  |  |  |  |  |  |  |  |  |  |  |  |  |  |  |  |
|                                                                           |                                                                           |                                                                           |                                                                           |                                                                           |                                                                           |  |  |                                                                 |                                                                 |                                                                 |                                                                 |                                                                 |                                                                 |  |  | Taksony (915- †971) veliki knez                                                                                               | | | | | |  |  |                                                                |                                                                |                                                                |                                                                |                                                                                |                                                                                |                                                                                |                                                                                |                                                                                |                                                                                |                                                |                                                |                                                |                                                |  |  |  |  |  |  |  |  |  |  |  |  |  |  |  |  |  |  |  |  |  |  |  |  |  |  |  |  |
|                                                                           |                                                                           |                                                                           |                                                                           |                                                                           |                                                                           |  |  |                                                                 |                                                                 |                                                                 |                                                                 |                                                                 |                                                                 |  |  | | | | | | |  |  |                                                                |                                                                |                                                                |                                                                |                                                                                |                                                                                |                                                                                |                                                                                |                                                                                |                                                                                |                                                |                                                |                                                |                                                |  |  |  |  |  |  |  |  |  |  |  |  |  |  |  |  |  |  |  |  |  |  |  |  |  |  |  |  |
|                                                                           |                                                                           |                                                                           |                                                                           |                                                                           |                                                                           |  |  |                                                                 |                                                                 |                                                                 |                                                                 |                                                                 |                                                                 |  |  | | | | | | |  |  |                                                                |                                                                |                                                                |                                                                |                                                                                |                                                                                |                                                                                |                                                                                |                                                                                |                                                                                |                                                |                                                |                                                |                                                |  |  |  |  |  |  |  |  |  |  |  |  |  |  |  |  |  |  |  |  |  |  |  |  |  |  |  |  |
|                                                                           |                                                                           |                                                                           |                                                                           |                                                                           |                                                                           |  |  | Géza *~945 (972- †997) veliki knez                              | Géza *~945 (972- †997) veliki knez                              | Géza *~945 (972- †997) veliki knez                              | Géza *~945 (972- †997) veliki knez                              | Géza *~945 (972- †997) veliki knez                              | Géza *~945 (972- †997) veliki knez                              |  |  | | | | | | |  |  | Mihael                                                         | Mihael                                                         | Mihael                                                         | Mihael                                                         | Mihael                                                                         | Mihael                                                                         |                                                                                |                                                                                |                                                                                |                                                                                |                                                |                                                |                                                |                                                |  |  |  |  |  |  |  |  |  |  |  |  |  |  |  |  |  |  |  |  |  |  |  |  |  |  |  |  |
|                                                                           |                                                                           |                                                                           |                                                                           |                                                                           |                                                                           |  |  | Géza *~945 (972- †997) veliki knez                              | Géza *~945 (972- †997) veliki knez                              | Géza *~945 (972- †997) veliki knez                              | Géza *~945 (972- †997) veliki knez                              | Géza *~945 (972- †997) veliki knez                              | Géza *~945 (972- †997) veliki knez                              |  |  | | | | | | |  |  | Mihael                                                         | Mihael                                                         | Mihael                                                         | Mihael                                                         | Mihael                                                                         | Mihael                                                                         |                                                                                |                                                                                |                                                                                |                                                                                |                                                |                                                |                                                |                                                |  |  |  |  |  |  |  |  |  |  |  |  |  |  |  |  |  |  |  |  |  |  |  |  |  |  |  |  |
|                                                                           |                                                                           |                                                                           |                                                                           |                                                                           |                                                                           |  |  |                                                                 |                                                                 |                                                                 |                                                                 |                                                                 |                                                                 |  |  | | | | | | |  |  |                                                                |                                                                |                                                                |                                                                |                                                                                |                                                                                |                                                                                |                                                                                |                                                                                |                                                                                |                                                |                                                |                                                |                                                |  |  |  |  |  |  |  |  |  |  |  |  |  |  |  |  |  |  |  |  |  |  |  |  |  |  |  |  |
| Štefan I., Sveti *~975 (997-†1038) ogrski kralj                           | Štefan I., Sveti *~975 (997-†1038) ogrski kralj                           | Štefan I., Sveti *~975 (997-†1038) ogrski kralj                           | Štefan I., Sveti *~975 (997-†1038) ogrski kralj                           | Štefan I., Sveti *~975 (997-†1038) ogrski kralj                           | Štefan I., Sveti *~975 (997-†1038) ogrski kralj                           |  |  | Marija ∞ Oton Orseolo beneški dož                               | Marija ∞ Oton Orseolo beneški dož                               | Marija ∞ Oton Orseolo beneški dož                               | Marija ∞ Oton Orseolo beneški dož                               | Marija ∞ Oton Orseolo beneški dož                               | Marija ∞ Oton Orseolo beneški dož                               |  |  | hči ∞ Sámuel Aba (1041-†1044) ogrski kralj                                                                                    | hči ∞ Sámuel Aba (1041-†1044) ogrski kralj                                                                                    | hči ∞ Sámuel Aba (1041-†1044) ogrski kralj                                                                                    | hči ∞ Sámuel Aba (1041-†1044) ogrski kralj                                                                                    | hči ∞ Sámuel Aba (1041-†1044) ogrski kralj                                                                                    | hči ∞ Sámuel Aba (1041-†1044) ogrski kralj                                                                                    |  |  | Vazul †1037 oslepljen                                          | Vazul †1037 oslepljen                                          | Vazul †1037 oslepljen                                          | Vazul †1037 oslepljen                                          | Vazul †1037 oslepljen                                                          | Vazul †1037 oslepljen                                                          |                                                                                |                                                                                | Koppány *950 †998                                                              | Koppány *950 †998                                                              | Koppány *950 †998                              | Koppány *950 †998                              | Koppány *950 †998                              | Koppány *950 †998                              |  |  |  |  |  |  |  |  |  |  |  |  |  |  |  |  |  |  |  |  |  |  |  |  |  |  |  |  |
| Štefan I., Sveti *~975 (997-†1038) ogrski kralj                           | Štefan I., Sveti *~975 (997-†1038) ogrski kralj                           | Štefan I., Sveti *~975 (997-†1038) ogrski kralj                           | Štefan I., Sveti *~975 (997-†1038) ogrski kralj                           | Štefan I., Sveti *~975 (997-†1038) ogrski kralj                           | Štefan I., Sveti *~975 (997-†1038) ogrski kralj                           |  |  | Marija ∞ Oton Orseolo beneški dož                               | Marija ∞ Oton Orseolo beneški dož                               | Marija ∞ Oton Orseolo beneški dož                               | Marija ∞ Oton Orseolo beneški dož                               | Marija ∞ Oton Orseolo beneški dož                               | Marija ∞ Oton Orseolo beneški dož                               |  |  | hči ∞ Sámuel Aba (1041-†1044) ogrski kralj                                                                                    | hči ∞ Sámuel Aba (1041-†1044) ogrski kralj                                                                                    | hči ∞ Sámuel Aba (1041-†1044) ogrski kralj                                                                                    | hči ∞ Sámuel Aba (1041-†1044) ogrski kralj                                                                                    | hči ∞ Sámuel Aba (1041-†1044) ogrski kralj                                                                                    | hči ∞ Sámuel Aba (1041-†1044) ogrski kralj                                                                                    |  |  | Vazul †1037 oslepljen                                          | Vazul †1037 oslepljen                                          | Vazul †1037 oslepljen                                          | Vazul †1037 oslepljen                                          | Vazul †1037 oslepljen                                                          | Vazul †1037 oslepljen                                                          |                                                                                |                                                                                | Koppány *950 †998                                                              | Koppány *950 †998                                                              | Koppány *950 †998                              | Koppány *950 †998                              | Koppány *950 †998                              | Koppány *950 †998                              |  |  |  |  |  |  |  |  |  |  |  |  |  |  |  |  |  |  |  |  |  |  |  |  |  |  |  |  |
|                                                                           |                                                                           |                                                                           |                                                                           |                                                                           |                                                                           |  |  |                                                                 |                                                                 |                                                                 |                                                                 |                                                                 |                                                                 |  |  | | | | | | |  |  |                                                                |                                                                |                                                                |                                                                |                                                                                |                                                                                |                                                                                |                                                                                |                                                                                |                                                                                |                                                |                                                |                                                |                                                |  |  |  |  |  |  |  |  |  |  |  |  |  |  |  |  |  |  |  |  |  |  |  |  |  |  |  |  |
| Emerik, Sveti *~1000 †1031                                                | Emerik, Sveti *~1000 †1031                                                | Emerik, Sveti *~1000 †1031                                                | Emerik, Sveti *~1000 †1031                                                | Emerik, Sveti *~1000 †1031                                                | Emerik, Sveti *~1000 †1031                                                |  |  | Peter (1038-1041, 1044-1046) ogrski kralj) oslepljen            | Peter (1038-1041, 1044-1046) ogrski kralj) oslepljen            | Peter (1038-1041, 1044-1046) ogrski kralj) oslepljen            | Peter (1038-1041, 1044-1046) ogrski kralj) oslepljen            | Peter (1038-1041, 1044-1046) ogrski kralj) oslepljen            | Peter (1038-1041, 1044-1046) ogrski kralj) oslepljen            |  |  | Andrej I. *~1013 (1047-†1060) ogrski kralj                                                                                    | Andrej I. *~1013 (1047-†1060) ogrski kralj                                                                                    | Andrej I. *~1013 (1047-†1060) ogrski kralj                                                                                    | Andrej I. *~1013 (1047-†1060) ogrski kralj                                                                                    | Andrej I. *~1013 (1047-†1060) ogrski kralj                                                                                    | Andrej I. *~1013 (1047-†1060) ogrski kralj                                                                                    |  |  | Béla I. *~1016 (1060-†1063)                                    | Béla I. *~1016 (1060-†1063)                                    | Béla I. *~1016 (1060-†1063)                                    | Béla I. *~1016 (1060-†1063)                                    | Béla I. *~1016 (1060-†1063)                                                    | Béla I. *~1016 (1060-†1063)                                                    |                                                                                |                                                                                |                                                                                |                                                                                |                                                |                                                |                                                |                                                |  |  |  |  |  |  |  |  |  |  |  |  |  |  |  |  |  |  |  |  |  |  |  |  |  |  |  |  |
| Emerik, Sveti *~1000 †1031                                                | Emerik, Sveti *~1000 †1031                                                | Emerik, Sveti *~1000 †1031                                                | Emerik, Sveti *~1000 †1031                                                | Emerik, Sveti *~1000 †1031                                                | Emerik, Sveti *~1000 †1031                                                |  |  | Peter (1038-1041, 1044-1046) ogrski kralj) oslepljen            | Peter (1038-1041, 1044-1046) ogrski kralj) oslepljen            | Peter (1038-1041, 1044-1046) ogrski kralj) oslepljen            | Peter (1038-1041, 1044-1046) ogrski kralj) oslepljen            | Peter (1038-1041, 1044-1046) ogrski kralj) oslepljen            | Peter (1038-1041, 1044-1046) ogrski kralj) oslepljen            |  |  | Andrej I. *~1013 (1047-†1060) ogrski kralj                                                                                    | Andrej I. *~1013 (1047-†1060) ogrski kralj                                                                                    | Andrej I. *~1013 (1047-†1060) ogrski kralj                                                                                    | Andrej I. *~1013 (1047-†1060) ogrski kralj                                                                                    | Andrej I. *~1013 (1047-†1060) ogrski kralj                                                                                    | Andrej I. *~1013 (1047-†1060) ogrski kralj                                                                                    |  |  | Béla I. *~1016 (1060-†1063)                                    | Béla I. *~1016 (1060-†1063)                                    | Béla I. *~1016 (1060-†1063)                                    | Béla I. *~1016 (1060-†1063)                                    | Béla I. *~1016 (1060-†1063)                                                    | Béla I. *~1016 (1060-†1063)                                                    |                                                                                |                                                                                |                                                                                |                                                                                |                                                |                                                |                                                |                                                |  |  |  |  |  |  |  |  |  |  |  |  |  |  |  |  |  |  |  |  |  |  |  |  |  |  |  |  |
|                                                                           |                                                                           |                                                                           |                                                                           |                                                                           |                                                                           |  |  |                                                                 |                                                                 |                                                                 |                                                                 |                                                                 |                                                                 |  |  | | | | | | |  |  |                                                                |                                                                |                                                                |                                                                |                                                                                |                                                                                |                                                                                |                                                                                |                                                                                |                                                                                |                                                |                                                |                                                |                                                |  |  |  |  |  |  |  |  |  |  |  |  |  |  |  |  |  |  |  |  |  |  |  |  |  |  |  |  |
|                                                                           |                                                                           |                                                                           |                                                                           |                                                                           |                                                                           |  |  | Solomon *1053 (1063-1074) †1087) ogrski kralj                   | Solomon *1053 (1063-1074) †1087) ogrski kralj                   | Solomon *1053 (1063-1074) †1087) ogrski kralj                   | Solomon *1053 (1063-1074) †1087) ogrski kralj                   | Solomon *1053 (1063-1074) †1087) ogrski kralj                   | Solomon *1053 (1063-1074) †1087) ogrski kralj                   |  |  | Géza I. *~1040 (1074-†1077) ogrski kralj                                                                                      | Géza I. *~1040 (1074-†1077) ogrski kralj                                                                                      | Géza I. *~1040 (1074-†1077) ogrski kralj                                                                                      | Géza I. *~1040 (1074-†1077) ogrski kralj                                                                                      | Géza I. *~1040 (1074-†1077) ogrski kralj                                                                                      | Géza I. *~1040 (1074-†1077) ogrski kralj                                                                                      |  |  | Ladislav I., Sveti *~1040 (1077-†1095) ogrski in hrvaški kralj | Ladislav I., Sveti *~1040 (1077-†1095) ogrski in hrvaški kralj | Ladislav I., Sveti *~1040 (1077-†1095) ogrski in hrvaški kralj | Ladislav I., Sveti *~1040 (1077-†1095) ogrski in hrvaški kralj | Ladislav I., Sveti *~1040 (1077-†1095) ogrski in hrvaški kralj                 | Ladislav I., Sveti *~1040 (1077-†1095) ogrski in hrvaški kralj                 |                                                                                |                                                                                | Helena, Lepa ∞ Dimitrij Zvonimir hrvaški kralj                                 | Helena, Lepa ∞ Dimitrij Zvonimir hrvaški kralj                                 | Helena, Lepa ∞ Dimitrij Zvonimir hrvaški kralj | Helena, Lepa ∞ Dimitrij Zvonimir hrvaški kralj | Helena, Lepa ∞ Dimitrij Zvonimir hrvaški kralj | Helena, Lepa ∞ Dimitrij Zvonimir hrvaški kralj |  |  |  |  |  |  |  |  |  |  |  |  |  |  |  |  |  |  |  |  |  |  |  |  |  |  |  |  |
|                                                                           |                                                                           |                                                                           |                                                                           |                                                                           |                                                                           |  |  | Solomon *1053 (1063-1074) †1087) ogrski kralj                   | Solomon *1053 (1063-1074) †1087) ogrski kralj                   | Solomon *1053 (1063-1074) †1087) ogrski kralj                   | Solomon *1053 (1063-1074) †1087) ogrski kralj                   | Solomon *1053 (1063-1074) †1087) ogrski kralj                   | Solomon *1053 (1063-1074) †1087) ogrski kralj                   |  |  | Géza I. *~1040 (1074-†1077) ogrski kralj                                                                                      | Géza I. *~1040 (1074-†1077) ogrski kralj                                                                                      | Géza I. *~1040 (1074-†1077) ogrski kralj                                                                                      | Géza I. *~1040 (1074-†1077) ogrski kralj                                                                                      | Géza I. *~1040 (1074-†1077) ogrski kralj                                                                                      | Géza I. *~1040 (1074-†1077) ogrski kralj                                                                                      |  |  | Ladislav I., Sveti *~1040 (1077-†1095) ogrski in hrvaški kralj | Ladislav I., Sveti *~1040 (1077-†1095) ogrski in hrvaški kralj | Ladislav I., Sveti *~1040 (1077-†1095) ogrski in hrvaški kralj | Ladislav I., Sveti *~1040 (1077-†1095) ogrski in hrvaški kralj | Ladislav I., Sveti *~1040 (1077-†1095) ogrski in hrvaški kralj                 | Ladislav I., Sveti *~1040 (1077-†1095) ogrski in hrvaški kralj                 |                                                                                |                                                                                | Helena, Lepa ∞ Dimitrij Zvonimir hrvaški kralj                                 | Helena, Lepa ∞ Dimitrij Zvonimir hrvaški kralj                                 | Helena, Lepa ∞ Dimitrij Zvonimir hrvaški kralj | Helena, Lepa ∞ Dimitrij Zvonimir hrvaški kralj | Helena, Lepa ∞ Dimitrij Zvonimir hrvaški kralj | Helena, Lepa ∞ Dimitrij Zvonimir hrvaški kralj |  |  |  |  |  |  |  |  |  |  |  |  |  |  |  |  |  |  |  |  |  |  |  |  |  |  |  |  |
|                                                                           |                                                                           |                                                                           |                                                                           |                                                                           |                                                                           |  |  |                                                                 |                                                                 |                                                                 |                                                                 |                                                                 |                                                                 |  |  | | | | | | |  |  |                                                                |                                                                |                                                                |                                                                |                                                                                |                                                                                |                                                                                |                                                                                |                                                                                |                                                                                |                                                |                                                |                                                |                                                |  |  |  |  |  |  |  |  |  |  |  |  |  |  |  |  |  |  |  |  |  |  |  |  |  |  |  |  |
|                                                                           |                                                                           |                                                                           |                                                                           |                                                                           |                                                                           |  |  | Koloman *~1070 (1095-†1116) ogrski in hrvaški kralj             | Koloman *~1070 (1095-†1116) ogrski in hrvaški kralj             | Koloman *~1070 (1095-†1116) ogrski in hrvaški kralj             | Koloman *~1070 (1095-†1116) ogrski in hrvaški kralj             | Koloman *~1070 (1095-†1116) ogrski in hrvaški kralj             | Koloman *~1070 (1095-†1116) ogrski in hrvaški kralj             |  |  | Álmoš *~1070 †1129 vladar stare Slavonije oslepljen                                                                           | Álmoš *~1070 †1129 vladar stare Slavonije oslepljen                                                                           | Álmoš *~1070 †1129 vladar stare Slavonije oslepljen                                                                           | Álmoš *~1070 †1129 vladar stare Slavonije oslepljen                                                                           | Álmoš *~1070 †1129 vladar stare Slavonije oslepljen                                                                           | Álmoš *~1070 †1129 vladar stare Slavonije oslepljen                                                                           |  |  | Piroška ∞ Ivan II. Komnen bizantinski cesar                    | Piroška ∞ Ivan II. Komnen bizantinski cesar                    | Piroška ∞ Ivan II. Komnen bizantinski cesar                    | Piroška ∞ Ivan II. Komnen bizantinski cesar                    | Piroška ∞ Ivan II. Komnen bizantinski cesar                                    | Piroška ∞ Ivan II. Komnen bizantinski cesar                                    |                                                                                |                                                                                |                                                                                |                                                                                |                                                |                                                |                                                |                                                |  |  |  |  |  |  |  |  |  |  |  |  |  |  |  |  |  |  |  |  |  |  |  |  |  |  |  |  |
|                                                                           |                                                                           |                                                                           |                                                                           |                                                                           |                                                                           |  |  | Koloman *~1070 (1095-†1116) ogrski in hrvaški kralj             | Koloman *~1070 (1095-†1116) ogrski in hrvaški kralj             | Koloman *~1070 (1095-†1116) ogrski in hrvaški kralj             | Koloman *~1070 (1095-†1116) ogrski in hrvaški kralj             | Koloman *~1070 (1095-†1116) ogrski in hrvaški kralj             | Koloman *~1070 (1095-†1116) ogrski in hrvaški kralj             |  |  | Álmoš *~1070 †1129 vladar stare Slavonije oslepljen                                                                           | Álmoš *~1070 †1129 vladar stare Slavonije oslepljen                                                                           | Álmoš *~1070 †1129 vladar stare Slavonije oslepljen                                                                           | Álmoš *~1070 †1129 vladar stare Slavonije oslepljen                                                                           | Álmoš *~1070 †1129 vladar stare Slavonije oslepljen                                                                           | Álmoš *~1070 †1129 vladar stare Slavonije oslepljen                                                                           |  |  | Piroška ∞ Ivan II. Komnen bizantinski cesar                    | Piroška ∞ Ivan II. Komnen bizantinski cesar                    | Piroška ∞ Ivan II. Komnen bizantinski cesar                    | Piroška ∞ Ivan II. Komnen bizantinski cesar                    | Piroška ∞ Ivan II. Komnen bizantinski cesar                                    | Piroška ∞ Ivan II. Komnen bizantinski cesar                                    |                                                                                |                                                                                |                                                                                |                                                                                |                                                |                                                |                                                |                                                |  |  |  |  |  |  |  |  |  |  |  |  |  |  |  |  |  |  |  |  |  |  |  |  |  |  |  |  |
|                                                                           |                                                                           |                                                                           |                                                                           |                                                                           |                                                                           |  |  | Štefan II. *1101 (1016-†1031) ogrski kralj                      | Štefan II. *1101 (1016-†1031) ogrski kralj                      | Štefan II. *1101 (1016-†1031) ogrski kralj                      | Štefan II. *1101 (1016-†1031) ogrski kralj                      | Štefan II. *1101 (1016-†1031) ogrski kralj                      | Štefan II. *1101 (1016-†1031) ogrski kralj                      |  |  | Béla II. *1108/1110 (1131-†1141) ogrski kralj oslepljen                                                                       | Béla II. *1108/1110 (1131-†1141) ogrski kralj oslepljen                                                                       | Béla II. *1108/1110 (1131-†1141) ogrski kralj oslepljen                                                                       | Béla II. *1108/1110 (1131-†1141) ogrski kralj oslepljen                                                                       | Béla II. *1108/1110 (1131-†1141) ogrski kralj oslepljen                                                                       | Béla II. *1108/1110 (1131-†1141) ogrski kralj oslepljen                                                                       |  |  |                                                                |                                                                |                                                                |                                                                |                                                                                |                                                                                |                                                                                |                                                                                |                                                                                |                                                                                |                                                |                                                |                                                |                                                |  |  |  |  |  |  |  |  |  |  |  |  |  |  |  |  |  |  |  |  |  |  |  |  |  |  |  |  |
|                                                                           |                                                                           |                                                                           |                                                                           |                                                                           |                                                                           |  |  | Štefan II. *1101 (1016-†1031) ogrski kralj                      | Štefan II. *1101 (1016-†1031) ogrski kralj                      | Štefan II. *1101 (1016-†1031) ogrski kralj                      | Štefan II. *1101 (1016-†1031) ogrski kralj                      | Štefan II. *1101 (1016-†1031) ogrski kralj                      | Štefan II. *1101 (1016-†1031) ogrski kralj                      |  |  | Béla II. *1108/1110 (1131-†1141) ogrski kralj oslepljen                                                                       | Béla II. *1108/1110 (1131-†1141) ogrski kralj oslepljen                                                                       | Béla II. *1108/1110 (1131-†1141) ogrski kralj oslepljen                                                                       | Béla II. *1108/1110 (1131-†1141) ogrski kralj oslepljen                                                                       | Béla II. *1108/1110 (1131-†1141) ogrski kralj oslepljen                                                                       | Béla II. *1108/1110 (1131-†1141) ogrski kralj oslepljen                                                                       |  |  |                                                                |                                                                |                                                                |                                                                |                                                                                |                                                                                |                                                                                |                                                                                |                                                                                |                                                                                |                                                |                                                |                                                |                                                |  |  |  |  |  |  |  |  |  |  |  |  |  |  |  |  |  |  |  |  |  |  |  |  |  |  |  |  |
|                                                                           |                                                                           |                                                                           |                                                                           |                                                                           |                                                                           |  |  |                                                                 |                                                                 |                                                                 |                                                                 |                                                                 |                                                                 |  |  | | | | | | |  |  |                                                                |                                                                |                                                                |                                                                |                                                                                |                                                                                |                                                                                |                                                                                |                                                                                |                                                                                |                                                |                                                |                                                |                                                |  |  |  |  |  |  |  |  |  |  |  |  |  |  |  |  |  |  |  |  |  |  |  |  |  |  |  |  |
|                                                                           |                                                                           |                                                                           |                                                                           |                                                                           |                                                                           |  |  | Géza II.. *1130 (1141-†1162) ogrski kralj                       | Géza II.. *1130 (1141-†1162) ogrski kralj                       | Géza II.. *1130 (1141-†1162) ogrski kralj                       | Géza II.. *1130 (1141-†1162) ogrski kralj                       | Géza II.. *1130 (1141-†1162) ogrski kralj                       | Géza II.. *1130 (1141-†1162) ogrski kralj                       |  |  | Ladislav II. (1162-†1163) ogrski kralj                                                                                        | Ladislav II. (1162-†1163) ogrski kralj                                                                                        | Ladislav II. (1162-†1163) ogrski kralj                                                                                        | Ladislav II. (1162-†1163) ogrski kralj                                                                                        | Ladislav II. (1162-†1163) ogrski kralj                                                                                        | Ladislav II. (1162-†1163) ogrski kralj                                                                                        |  |  | Štefan IV. (1163-†1165) ogrski kralj                           | Štefan IV. (1163-†1165) ogrski kralj                           | Štefan IV. (1163-†1165) ogrski kralj                           | Štefan IV. (1163-†1165) ogrski kralj                           | Štefan IV. (1163-†1165) ogrski kralj                                           | Štefan IV. (1163-†1165) ogrski kralj                                           |                                                                                |                                                                                |                                                                                |                                                                                |                                                |                                                |                                                |                                                |  |  |  |  |  |  |  |  |  |  |  |  |  |  |  |  |  |  |  |  |  |  |  |  |  |  |  |  |
|                                                                           |                                                                           |                                                                           |                                                                           |                                                                           |                                                                           |  |  | Géza II.. *1130 (1141-†1162) ogrski kralj                       | Géza II.. *1130 (1141-†1162) ogrski kralj                       | Géza II.. *1130 (1141-†1162) ogrski kralj                       | Géza II.. *1130 (1141-†1162) ogrski kralj                       | Géza II.. *1130 (1141-†1162) ogrski kralj                       | Géza II.. *1130 (1141-†1162) ogrski kralj                       |  |  | Ladislav II. (1162-†1163) ogrski kralj                                                                                        | Ladislav II. (1162-†1163) ogrski kralj                                                                                        | Ladislav II. (1162-†1163) ogrski kralj                                                                                        | Ladislav II. (1162-†1163) ogrski kralj                                                                                        | Ladislav II. (1162-†1163) ogrski kralj                                                                                        | Ladislav II. (1162-†1163) ogrski kralj                                                                                        |  |  | Štefan IV. (1163-†1165) ogrski kralj                           | Štefan IV. (1163-†1165) ogrski kralj                           | Štefan IV. (1163-†1165) ogrski kralj                           | Štefan IV. (1163-†1165) ogrski kralj                           | Štefan IV. (1163-†1165) ogrski kralj                                           | Štefan IV. (1163-†1165) ogrski kralj                                           |                                                                                |                                                                                |                                                                                |                                                                                |                                                |                                                |                                                |                                                |  |  |  |  |  |  |  |  |  |  |  |  |  |  |  |  |  |  |  |  |  |  |  |  |  |  |  |  |
|                                                                           |                                                                           |                                                                           |                                                                           |                                                                           |                                                                           |  |  |                                                                 |                                                                 |                                                                 |                                                                 |                                                                 |                                                                 |  |  | | | | | | |  |  |                                                                |                                                                |                                                                |                                                                |                                                                                |                                                                                |                                                                                |                                                                                |                                                                                |                                                                                |                                                |                                                |                                                |                                                |  |  |  |  |  |  |  |  |  |  |  |  |  |  |  |  |  |  |  |  |  |  |  |  |  |  |  |  |
|                                                                           |                                                                           |                                                                           |                                                                           |                                                                           |                                                                           |  |  | Štefan III. *1147 (1162-†1172) ogrski kralj                     | Štefan III. *1147 (1162-†1172) ogrski kralj                     | Štefan III. *1147 (1162-†1172) ogrski kralj                     | Štefan III. *1147 (1162-†1172) ogrski kralj                     | Štefan III. *1147 (1162-†1172) ogrski kralj                     | Štefan III. *1147 (1162-†1172) ogrski kralj                     |  |  | Béla III. *~1148 (1172-†1196) ogrski in hrvaški kralj                                                                         | Béla III. *~1148 (1172-†1196) ogrski in hrvaški kralj                                                                         | Béla III. *~1148 (1172-†1196) ogrski in hrvaški kralj                                                                         | Béla III. *~1148 (1172-†1196) ogrski in hrvaški kralj                                                                         | Béla III. *~1148 (1172-†1196) ogrski in hrvaški kralj                                                                         | Béla III. *~1148 (1172-†1196) ogrski in hrvaški kralj                                                                         |  |  |                                                                |                                                                |                                                                |                                                                |                                                                                |                                                                                |                                                                                |                                                                                |                                                                                |                                                                                |                                                |                                                |                                                |                                                |  |  |  |  |  |  |  |  |  |  |  |  |  |  |  |  |  |  |  |  |  |  |  |  |  |  |  |  |
|                                                                           |                                                                           |                                                                           |                                                                           |                                                                           |                                                                           |  |  | Štefan III. *1147 (1162-†1172) ogrski kralj                     | Štefan III. *1147 (1162-†1172) ogrski kralj                     | Štefan III. *1147 (1162-†1172) ogrski kralj                     | Štefan III. *1147 (1162-†1172) ogrski kralj                     | Štefan III. *1147 (1162-†1172) ogrski kralj                     | Štefan III. *1147 (1162-†1172) ogrski kralj                     |  |  | Béla III. *~1148 (1172-†1196) ogrski in hrvaški kralj                                                                         | Béla III. *~1148 (1172-†1196) ogrski in hrvaški kralj                                                                         | Béla III. *~1148 (1172-†1196) ogrski in hrvaški kralj                                                                         | Béla III. *~1148 (1172-†1196) ogrski in hrvaški kralj                                                                         | Béla III. *~1148 (1172-†1196) ogrski in hrvaški kralj                                                                         | Béla III. *~1148 (1172-†1196) ogrski in hrvaški kralj                                                                         |  |  |                                                                |                                                                |                                                                |                                                                |                                                                                |                                                                                |                                                                                |                                                                                |                                                                                |                                                                                |                                                |                                                |                                                |                                                |  |  |  |  |  |  |  |  |  |  |  |  |  |  |  |  |  |  |  |  |  |  |  |  |  |  |  |  |
|                                                                           |                                                                           |                                                                           |                                                                           |                                                                           |                                                                           |  |  |                                                                 |                                                                 |                                                                 |                                                                 |                                                                 |                                                                 |  |  | | | | | | |  |  |                                                                |                                                                |                                                                |                                                                |                                                                                |                                                                                |                                                                                |                                                                                |                                                                                |                                                                                |                                                |                                                |                                                |                                                |  |  |  |  |  |  |  |  |  |  |  |  |  |  |  |  |  |  |  |  |  |  |  |  |  |  |  |  |
| Emerik *1174 (1196-†1204) ogrski in hrvaški kralj                         | Emerik *1174 (1196-†1204) ogrski in hrvaški kralj                         | Emerik *1174 (1196-†1204) ogrski in hrvaški kralj                         | Emerik *1174 (1196-†1204) ogrski in hrvaški kralj                         | Emerik *1174 (1196-†1204) ogrski in hrvaški kralj                         | Emerik *1174 (1196-†1204) ogrski in hrvaški kralj                         |  |  |                                                                 |                                                                 |                                                                 |                                                                 |                                                                 |                                                                 |  |  | Andrej II. *~1177 (1205-†1235) ogrski in hrvaški kralj ∞ (1) Gertruda Meranska (3) Beatrice d' Este (1)...................(3) | Andrej II. *~1177 (1205-†1235) ogrski in hrvaški kralj ∞ (1) Gertruda Meranska (3) Beatrice d' Este (1)...................(3) | Andrej II. *~1177 (1205-†1235) ogrski in hrvaški kralj ∞ (1) Gertruda Meranska (3) Beatrice d' Este (1)...................(3) | Andrej II. *~1177 (1205-†1235) ogrski in hrvaški kralj ∞ (1) Gertruda Meranska (3) Beatrice d' Este (1)...................(3) | Andrej II. *~1177 (1205-†1235) ogrski in hrvaški kralj ∞ (1) Gertruda Meranska (3) Beatrice d' Este (1)...................(3) | Andrej II. *~1177 (1205-†1235) ogrski in hrvaški kralj ∞ (1) Gertruda Meranska (3) Beatrice d' Este (1)...................(3) |  |  |                                                                |                                                                |                                                                |                                                                |                                                                                |                                                                                |                                                                                |                                                                                | Konstanca ∞ Otokar I. Přemysl češki kralj                                      | Konstanca ∞ Otokar I. Přemysl češki kralj                                      | Konstanca ∞ Otokar I. Přemysl češki kralj      | Konstanca ∞ Otokar I. Přemysl češki kralj      | Konstanca ∞ Otokar I. Přemysl češki kralj      | Konstanca ∞ Otokar I. Přemysl češki kralj      |  |  |  |  |  |  |  |  |  |  |  |  |  |  |  |  |  |  |  |  |  |  |  |  |  |  |  |  |
| Emerik *1174 (1196-†1204) ogrski in hrvaški kralj                         | Emerik *1174 (1196-†1204) ogrski in hrvaški kralj                         | Emerik *1174 (1196-†1204) ogrski in hrvaški kralj                         | Emerik *1174 (1196-†1204) ogrski in hrvaški kralj                         | Emerik *1174 (1196-†1204) ogrski in hrvaški kralj                         | Emerik *1174 (1196-†1204) ogrski in hrvaški kralj                         |  |  |                                                                 |                                                                 |                                                                 |                                                                 |                                                                 |                                                                 |  |  | Andrej II. *~1177 (1205-†1235) ogrski in hrvaški kralj ∞ (1) Gertruda Meranska (3) Beatrice d' Este (1)...................(3) | Andrej II. *~1177 (1205-†1235) ogrski in hrvaški kralj ∞ (1) Gertruda Meranska (3) Beatrice d' Este (1)...................(3) | Andrej II. *~1177 (1205-†1235) ogrski in hrvaški kralj ∞ (1) Gertruda Meranska (3) Beatrice d' Este (1)...................(3) | Andrej II. *~1177 (1205-†1235) ogrski in hrvaški kralj ∞ (1) Gertruda Meranska (3) Beatrice d' Este (1)...................(3) | Andrej II. *~1177 (1205-†1235) ogrski in hrvaški kralj ∞ (1) Gertruda Meranska (3) Beatrice d' Este (1)...................(3) | Andrej II. *~1177 (1205-†1235) ogrski in hrvaški kralj ∞ (1) Gertruda Meranska (3) Beatrice d' Este (1)...................(3) |  |  |                                                                |                                                                |                                                                |                                                                |                                                                                |                                                                                |                                                                                |                                                                                | Konstanca ∞ Otokar I. Přemysl češki kralj                                      | Konstanca ∞ Otokar I. Přemysl češki kralj                                      | Konstanca ∞ Otokar I. Přemysl češki kralj      | Konstanca ∞ Otokar I. Přemysl češki kralj      | Konstanca ∞ Otokar I. Přemysl češki kralj      | Konstanca ∞ Otokar I. Přemysl češki kralj      |  |  |  |  |  |  |  |  |  |  |  |  |  |  |  |  |  |  |  |  |  |  |  |  |  |  |  |  |
|                                                                           |                                                                           |                                                                           |                                                                           |                                                                           |                                                                           |  |  |                                                                 |                                                                 |                                                                 |                                                                 |                                                                 |                                                                 |  |  | | | | | | |  |  |                                                                |                                                                |                                                                |                                                                |                                                                                |                                                                                |                                                                                |                                                                                |                                                                                |                                                                                |                                                |                                                |                                                |                                                |  |  |  |  |  |  |  |  |  |  |  |  |  |  |  |  |  |  |  |  |  |  |  |  |  |  |  |  |
| Ladislav III. *~1200 (1204-†1205) ogrski in hrvaški kralj                 | Ladislav III. *~1200 (1204-†1205) ogrski in hrvaški kralj                 | Ladislav III. *~1200 (1204-†1205) ogrski in hrvaški kralj                 | Ladislav III. *~1200 (1204-†1205) ogrski in hrvaški kralj                 | Ladislav III. *~1200 (1204-†1205) ogrski in hrvaški kralj                 | Ladislav III. *~1200 (1204-†1205) ogrski in hrvaški kralj                 |  |  | Elizabeta, Sveta *1207 †1231 ∞ Ludvik IV. Turingijski           | Elizabeta, Sveta *1207 †1231 ∞ Ludvik IV. Turingijski           | Elizabeta, Sveta *1207 †1231 ∞ Ludvik IV. Turingijski           | Elizabeta, Sveta *1207 †1231 ∞ Ludvik IV. Turingijski           | Elizabeta, Sveta *1207 †1231 ∞ Ludvik IV. Turingijski           | Elizabeta, Sveta *1207 †1231 ∞ Ludvik IV. Turingijski           |  |  | Béla IV. *1206 (1235-†1270) ogrski in hrvaški kralj                                                                           | Béla IV. *1206 (1235-†1270) ogrski in hrvaški kralj                                                                           | Béla IV. *1206 (1235-†1270) ogrski in hrvaški kralj                                                                           | Béla IV. *1206 (1235-†1270) ogrski in hrvaški kralj                                                                           | Béla IV. *1206 (1235-†1270) ogrski in hrvaški kralj                                                                           | Béla IV. *1206 (1235-†1270) ogrski in hrvaški kralj                                                                           |  |  | Štefan Posmrtni ∞ Tomasina Morosini, beneška plemkinja         | Štefan Posmrtni ∞ Tomasina Morosini, beneška plemkinja         | Štefan Posmrtni ∞ Tomasina Morosini, beneška plemkinja         | Štefan Posmrtni ∞ Tomasina Morosini, beneška plemkinja         | Štefan Posmrtni ∞ Tomasina Morosini, beneška plemkinja                         | Štefan Posmrtni ∞ Tomasina Morosini, beneška plemkinja                         |                                                                                |                                                                                | Venčeslav I. češki kralj                                                       | Venčeslav I. češki kralj                                                       | Venčeslav I. češki kralj                       | Venčeslav I. češki kralj                       | Venčeslav I. češki kralj                       | Venčeslav I. češki kralj                       |  |  |  |  |  |  |  |  |  |  |  |  |  |  |  |  |  |  |  |  |  |  |  |  |  |  |  |  |
| Ladislav III. *~1200 (1204-†1205) ogrski in hrvaški kralj                 | Ladislav III. *~1200 (1204-†1205) ogrski in hrvaški kralj                 | Ladislav III. *~1200 (1204-†1205) ogrski in hrvaški kralj                 | Ladislav III. *~1200 (1204-†1205) ogrski in hrvaški kralj                 | Ladislav III. *~1200 (1204-†1205) ogrski in hrvaški kralj                 | Ladislav III. *~1200 (1204-†1205) ogrski in hrvaški kralj                 |  |  | Elizabeta, Sveta *1207 †1231 ∞ Ludvik IV. Turingijski           | Elizabeta, Sveta *1207 †1231 ∞ Ludvik IV. Turingijski           | Elizabeta, Sveta *1207 †1231 ∞ Ludvik IV. Turingijski           | Elizabeta, Sveta *1207 †1231 ∞ Ludvik IV. Turingijski           | Elizabeta, Sveta *1207 †1231 ∞ Ludvik IV. Turingijski           | Elizabeta, Sveta *1207 †1231 ∞ Ludvik IV. Turingijski           |  |  | Béla IV. *1206 (1235-†1270) ogrski in hrvaški kralj                                                                           | Béla IV. *1206 (1235-†1270) ogrski in hrvaški kralj                                                                           | Béla IV. *1206 (1235-†1270) ogrski in hrvaški kralj                                                                           | Béla IV. *1206 (1235-†1270) ogrski in hrvaški kralj                                                                           | Béla IV. *1206 (1235-†1270) ogrski in hrvaški kralj                                                                           | Béla IV. *1206 (1235-†1270) ogrski in hrvaški kralj                                                                           |  |  | Štefan Posmrtni ∞ Tomasina Morosini, beneška plemkinja         | Štefan Posmrtni ∞ Tomasina Morosini, beneška plemkinja         | Štefan Posmrtni ∞ Tomasina Morosini, beneška plemkinja         | Štefan Posmrtni ∞ Tomasina Morosini, beneška plemkinja         | Štefan Posmrtni ∞ Tomasina Morosini, beneška plemkinja                         | Štefan Posmrtni ∞ Tomasina Morosini, beneška plemkinja                         |                                                                                |                                                                                | Venčeslav I. češki kralj                                                       | Venčeslav I. češki kralj                                                       | Venčeslav I. češki kralj                       | Venčeslav I. češki kralj                       | Venčeslav I. češki kralj                       | Venčeslav I. češki kralj                       |  |  |  |  |  |  |  |  |  |  |  |  |  |  |  |  |  |  |  |  |  |  |  |  |  |  |  |  |
|                                                                           |                                                                           |                                                                           |                                                                           |                                                                           |                                                                           |  |  |                                                                 |                                                                 |                                                                 |                                                                 |                                                                 |                                                                 |  |  | | | | | | |  |  |                                                                |                                                                |                                                                |                                                                |                                                                                |                                                                                |                                                                                |                                                                                |                                                                                |                                                                                |                                                |                                                |                                                |                                                |  |  |  |  |  |  |  |  |  |  |  |  |  |  |  |  |  |  |  |  |  |  |  |  |  |  |  |  |
| Štefan V. * 1239 (1270-†1272) ogrski in hrvaški kralj ∞ kumanska princesa | Štefan V. * 1239 (1270-†1272) ogrski in hrvaški kralj ∞ kumanska princesa | Štefan V. * 1239 (1270-†1272) ogrski in hrvaški kralj ∞ kumanska princesa | Štefan V. * 1239 (1270-†1272) ogrski in hrvaški kralj ∞ kumanska princesa | Štefan V. * 1239 (1270-†1272) ogrski in hrvaški kralj ∞ kumanska princesa | Štefan V. * 1239 (1270-†1272) ogrski in hrvaški kralj ∞ kumanska princesa |  |  | Elizabeta ∞ Henrik I. †1290 vojvoda Spodnje Bavarske            | Elizabeta ∞ Henrik I. †1290 vojvoda Spodnje Bavarske            | Elizabeta ∞ Henrik I. †1290 vojvoda Spodnje Bavarske            | Elizabeta ∞ Henrik I. †1290 vojvoda Spodnje Bavarske            | Elizabeta ∞ Henrik I. †1290 vojvoda Spodnje Bavarske            | Elizabeta ∞ Henrik I. †1290 vojvoda Spodnje Bavarske            |  |  | Ana ∞ Rastislav Mihajlovič knez Haliča                                                                                        | Ana ∞ Rastislav Mihajlovič knez Haliča                                                                                        | Ana ∞ Rastislav Mihajlovič knez Haliča                                                                                        | Ana ∞ Rastislav Mihajlovič knez Haliča                                                                                        | Ana ∞ Rastislav Mihajlovič knez Haliča                                                                                        | Ana ∞ Rastislav Mihajlovič knez Haliča                                                                                        |  |  | Andrej III. *~1265 (1290-†1301) ogrski in hrvaški kralj        | Andrej III. *~1265 (1290-†1301) ogrski in hrvaški kralj        | Andrej III. *~1265 (1290-†1301) ogrski in hrvaški kralj        | Andrej III. *~1265 (1290-†1301) ogrski in hrvaški kralj        | Andrej III. *~1265 (1290-†1301) ogrski in hrvaški kralj                        | Andrej III. *~1265 (1290-†1301) ogrski in hrvaški kralj                        |                                                                                |                                                                                |                                                                                |                                                                                |                                                |                                                |                                                |                                                |  |  |  |  |  |  |  |  |  |  |  |  |  |  |  |  |  |  |  |  |  |  |  |  |  |  |  |  |
| Štefan V. * 1239 (1270-†1272) ogrski in hrvaški kralj ∞ kumanska princesa | Štefan V. * 1239 (1270-†1272) ogrski in hrvaški kralj ∞ kumanska princesa | Štefan V. * 1239 (1270-†1272) ogrski in hrvaški kralj ∞ kumanska princesa | Štefan V. * 1239 (1270-†1272) ogrski in hrvaški kralj ∞ kumanska princesa | Štefan V. * 1239 (1270-†1272) ogrski in hrvaški kralj ∞ kumanska princesa | Štefan V. * 1239 (1270-†1272) ogrski in hrvaški kralj ∞ kumanska princesa |  |  | Elizabeta ∞ Henrik I. †1290 vojvoda Spodnje Bavarske            | Elizabeta ∞ Henrik I. †1290 vojvoda Spodnje Bavarske            | Elizabeta ∞ Henrik I. †1290 vojvoda Spodnje Bavarske            | Elizabeta ∞ Henrik I. †1290 vojvoda Spodnje Bavarske            | Elizabeta ∞ Henrik I. †1290 vojvoda Spodnje Bavarske            | Elizabeta ∞ Henrik I. †1290 vojvoda Spodnje Bavarske            |  |  | Ana ∞ Rastislav Mihajlovič knez Haliča                                                                                        | Ana ∞ Rastislav Mihajlovič knez Haliča                                                                                        | Ana ∞ Rastislav Mihajlovič knez Haliča                                                                                        | Ana ∞ Rastislav Mihajlovič knez Haliča                                                                                        | Ana ∞ Rastislav Mihajlovič knez Haliča                                                                                        | Ana ∞ Rastislav Mihajlovič knez Haliča                                                                                        |  |  | Andrej III. *~1265 (1290-†1301) ogrski in hrvaški kralj        | Andrej III. *~1265 (1290-†1301) ogrski in hrvaški kralj        | Andrej III. *~1265 (1290-†1301) ogrski in hrvaški kralj        | Andrej III. *~1265 (1290-†1301) ogrski in hrvaški kralj        | Andrej III. *~1265 (1290-†1301) ogrski in hrvaški kralj                        | Andrej III. *~1265 (1290-†1301) ogrski in hrvaški kralj                        |                                                                                |                                                                                |                                                                                |                                                                                |                                                |                                                |                                                |                                                |  |  |  |  |  |  |  |  |  |  |  |  |  |  |  |  |  |  |  |  |  |  |  |  |  |  |  |  |
|                                                                           |                                                                           |                                                                           |                                                                           |                                                                           |                                                                           |  |  |                                                                 |                                                                 |                                                                 |                                                                 |                                                                 |                                                                 |  |  | | | | | | |  |  |                                                                |                                                                |                                                                |                                                                |                                                                                |                                                                                |                                                                                |                                                                                |                                                                                |                                                                                |                                                |                                                |                                                |                                                |  |  |  |  |  |  |  |  |  |  |  |  |  |  |  |  |  |  |  |  |  |  |  |  |  |  |  |  |
| Marija ∞ Karel II. Anžujski neapeljski kralj                              | Marija ∞ Karel II. Anžujski neapeljski kralj                              | Marija ∞ Karel II. Anžujski neapeljski kralj                              | Marija ∞ Karel II. Anžujski neapeljski kralj                              | Marija ∞ Karel II. Anžujski neapeljski kralj                              | Marija ∞ Karel II. Anžujski neapeljski kralj                              |  |  | Ladislav IV. "Kuman" *1262 (1272-†1290) ogrski in hrvaški kralj | Ladislav IV. "Kuman" *1262 (1272-†1290) ogrski in hrvaški kralj | Ladislav IV. "Kuman" *1262 (1272-†1290) ogrski in hrvaški kralj | Ladislav IV. "Kuman" *1262 (1272-†1290) ogrski in hrvaški kralj | Ladislav IV. "Kuman" *1262 (1272-†1290) ogrski in hrvaški kralj | Ladislav IV. "Kuman" *1262 (1272-†1290) ogrski in hrvaški kralj |  |  | Oton Spodnjebavarski *1261 †1312, (1304-1308) sporni ogrski kralj Bela V.                                                     | Oton Spodnjebavarski *1261 †1312, (1304-1308) sporni ogrski kralj Bela V.                                                     | Oton Spodnjebavarski *1261 †1312, (1304-1308) sporni ogrski kralj Bela V.                                                     | Oton Spodnjebavarski *1261 †1312, (1304-1308) sporni ogrski kralj Bela V.                                                     | Oton Spodnjebavarski *1261 †1312, (1304-1308) sporni ogrski kralj Bela V.                                                     | Oton Spodnjebavarski *1261 †1312, (1304-1308) sporni ogrski kralj Bela V.                                                     |  |  | Kunigunda Hališka *1245 †1285                                  | Kunigunda Hališka *1245 †1285                                  | Kunigunda Hališka *1245 †1285                                  | Kunigunda Hališka *1245 †1285                                  | Kunigunda Hališka *1245 †1285                                                  | Kunigunda Hališka *1245 †1285                                                  |                                                                                |                                                                                | Otokar II. Přemysl *~1230 †1278 češki kralj                                    | Otokar II. Přemysl *~1230 †1278 češki kralj                                    | Otokar II. Přemysl *~1230 †1278 češki kralj    | Otokar II. Přemysl *~1230 †1278 češki kralj    | Otokar II. Přemysl *~1230 †1278 češki kralj    | Otokar II. Přemysl *~1230 †1278 češki kralj    |  |  |  |  |  |  |  |  |  |  |  |  |  |  |  |  |  |  |  |  |  |  |  |  |  |  |  |  |
| Marija ∞ Karel II. Anžujski neapeljski kralj                              | Marija ∞ Karel II. Anžujski neapeljski kralj                              | Marija ∞ Karel II. Anžujski neapeljski kralj                              | Marija ∞ Karel II. Anžujski neapeljski kralj                              | Marija ∞ Karel II. Anžujski neapeljski kralj                              | Marija ∞ Karel II. Anžujski neapeljski kralj                              |  |  | Ladislav IV. "Kuman" *1262 (1272-†1290) ogrski in hrvaški kralj | Ladislav IV. "Kuman" *1262 (1272-†1290) ogrski in hrvaški kralj | Ladislav IV. "Kuman" *1262 (1272-†1290) ogrski in hrvaški kralj | Ladislav IV. "Kuman" *1262 (1272-†1290) ogrski in hrvaški kralj | Ladislav IV. "Kuman" *1262 (1272-†1290) ogrski in hrvaški kralj | Ladislav IV. "Kuman" *1262 (1272-†1290) ogrski in hrvaški kralj |  |  | Oton Spodnjebavarski *1261 †1312, (1304-1308) sporni ogrski kralj Bela V.                                                     | Oton Spodnjebavarski *1261 †1312, (1304-1308) sporni ogrski kralj Bela V.                                                     | Oton Spodnjebavarski *1261 †1312, (1304-1308) sporni ogrski kralj Bela V.                                                     | Oton Spodnjebavarski *1261 †1312, (1304-1308) sporni ogrski kralj Bela V.                                                     | Oton Spodnjebavarski *1261 †1312, (1304-1308) sporni ogrski kralj Bela V.                                                     | Oton Spodnjebavarski *1261 †1312, (1304-1308) sporni ogrski kralj Bela V.                                                     |  |  | Kunigunda Hališka *1245 †1285                                  | Kunigunda Hališka *1245 †1285                                  | Kunigunda Hališka *1245 †1285                                  | Kunigunda Hališka *1245 †1285                                  | Kunigunda Hališka *1245 †1285                                                  | Kunigunda Hališka *1245 †1285                                                  |                                                                                |                                                                                | Otokar II. Přemysl *~1230 †1278 češki kralj                                    | Otokar II. Přemysl *~1230 †1278 češki kralj                                    | Otokar II. Přemysl *~1230 †1278 češki kralj    | Otokar II. Přemysl *~1230 †1278 češki kralj    | Otokar II. Přemysl *~1230 †1278 češki kralj    | Otokar II. Přemysl *~1230 †1278 češki kralj    |  |  |  |  |  |  |  |  |  |  |  |  |  |  |  |  |  |  |  |  |  |  |  |  |  |  |  |  |
|                                                                           |                                                                           |                                                                           |                                                                           |                                                                           |                                                                           |  |  |                                                                 |                                                                 |                                                                 |                                                                 |                                                                 |                                                                 |  |  | | | | | | |  |  |                                                                |                                                                |                                                                |                                                                |                                                                                |                                                                                |                                                                                |                                                                                |                                                                                |                                                                                |                                                |                                                |                                                |                                                |  |  |  |  |  |  |  |  |  |  |  |  |  |  |  |  |  |  |  |  |  |  |  |  |  |  |  |  |
| Karel Martel *1271 †1295 knez Salerna                                     | Karel Martel *1271 †1295 knez Salerna                                     | Karel Martel *1271 †1295 knez Salerna                                     | Karel Martel *1271 †1295 knez Salerna                                     | Karel Martel *1271 †1295 knez Salerna                                     | Karel Martel *1271 †1295 knez Salerna                                     |  |  |                                                                 |                                                                 |                                                                 |                                                                 |                                                                 |                                                                 |  |  | | | | | | |  |  |                                                                |                                                                |                                                                |                                                                | Venčeslav II. *1271 †1305 češki kralj                                          | Venčeslav II. *1271 †1305 češki kralj                                          | Venčeslav II. *1271 †1305 češki kralj                                          | Venčeslav II. *1271 †1305 češki kralj                                          | Venčeslav II. *1271 †1305 češki kralj                                          | Venčeslav II. *1271 †1305 češki kralj                                          |                                                |                                                |                                                |                                                |  |  |  |  |  |  |  |  |  |  |  |  |  |  |  |  |  |  |  |  |  |  |  |  |  |  |  |  |
| Karel Martel *1271 †1295 knez Salerna                                     | Karel Martel *1271 †1295 knez Salerna                                     | Karel Martel *1271 †1295 knez Salerna                                     | Karel Martel *1271 †1295 knez Salerna                                     | Karel Martel *1271 †1295 knez Salerna                                     | Karel Martel *1271 †1295 knez Salerna                                     |  |  |                                                                 |                                                                 |                                                                 |                                                                 |                                                                 |                                                                 |  |  | | | | | | |  |  |                                                                |                                                                |                                                                |                                                                | Venčeslav II. *1271 †1305 češki kralj                                          | Venčeslav II. *1271 †1305 češki kralj                                          | Venčeslav II. *1271 †1305 češki kralj                                          | Venčeslav II. *1271 †1305 češki kralj                                          | Venčeslav II. *1271 †1305 češki kralj                                          | Venčeslav II. *1271 †1305 češki kralj                                          |                                                |                                                |                                                |                                                |  |  |  |  |  |  |  |  |  |  |  |  |  |  |  |  |  |  |  |  |  |  |  |  |  |  |  |  |
| Karel I. Robert *1288 (1301/1308-†1342) ogrski in hrvaški kralj           | Karel I. Robert *1288 (1301/1308-†1342) ogrski in hrvaški kralj           | Karel I. Robert *1288 (1301/1308-†1342) ogrski in hrvaški kralj           | Karel I. Robert *1288 (1301/1308-†1342) ogrski in hrvaški kralj           | Karel I. Robert *1288 (1301/1308-†1342) ogrski in hrvaški kralj           | Karel I. Robert *1288 (1301/1308-†1342) ogrski in hrvaški kralj           |  |  |                                                                 |                                                                 |                                                                 |                                                                 |                                                                 |                                                                 |  |  | | | | | | |  |  |                                                                |                                                                |                                                                |                                                                | Venčeslav III. Češki, *1289 †1306, (1301-1304) sporni ogrski kralj Ladislav V. | Venčeslav III. Češki, *1289 †1306, (1301-1304) sporni ogrski kralj Ladislav V. | Venčeslav III. Češki, *1289 †1306, (1301-1304) sporni ogrski kralj Ladislav V. | Venčeslav III. Češki, *1289 †1306, (1301-1304) sporni ogrski kralj Ladislav V. | Venčeslav III. Češki, *1289 †1306, (1301-1304) sporni ogrski kralj Ladislav V. | Venčeslav III. Češki, *1289 †1306, (1301-1304) sporni ogrski kralj Ladislav V. |                                                |                                                |                                                |                                                |  |  |  |  |  |  |  |  |  |  |  |  |  |  |  |  |  |  |  |  |  |  |  |  |  |  |  |  |